# Schloss Blottnitz
Schloss Blottnitz (polnisch Pałac w Błotnicy Strzeleckiej) ist ein Schloss im oberschlesischen Błotnica Strzelecka, Powiat Strzelecki (Blottnitz, Kreis Strehlen).

## Geschichte
Die Johanniter, die das Dorf im Mai 1241 von Mieszko II. von Oppeln-Ratibor erhalten haben sollen, werden als die ersten Eigentümer von Blottnitz angesehen. Der Bau geht auf die Herzöge von Oppeln zurück. Boleslaus I. übereignete das Dorf und seine Einkünfte am 17. November 1295 an die Heilig-Kreuz-Kirche zu Oppeln. Die ersten belegten weltlichen Eigentümer sind 1438 die Gebrüder von der Blotnicz, Nicolay Ritter und Schambor Marschalkh, sowie 1442 Niklas von der Blotnicz. Im Jahr 1445 ist Tschamber (Schambor) von Blotnicz genannt, etwas später ein Jan von Blotnicz.
In der ersten Hälfte des 18. Jahrhunderts erwarb der Breslauer Kaufmann und Bankier Andreas von Wehner (1663–1741) eine Reihe von Landgütern, unter anderem Centawa, Blottnitz, Groß Pluschnitz (heute Plużnica Wielka), Nieder Dammer (heute Dąbrowa Dolna) und Mittel Dammer (heute Dąbrowa Środkowa), Dammitsch (heute Dębiec), Petersdorf (heute Pieszków) und Warmuntowitz (heute Warmątowice). Nach seinem Tod gingen diese Besitzungen in den Fideikommiss Centawa-Blottnitz ein, der später in ein erbliches Majorat umgewandelt wurde, das vom ältesten Sohn oder vom nächsten Verwandten geerbt wurde. Die jüngste Tochter Amalia heiratete am 2. Februar 1761 Graf Friedrich Wilhelm von Posadowski aus dem nahegelegenen Tost. Der erstgeborene Sohn Amalias, Karl Friedrich Emil, nahm den Namen Posadowski-Wehner (1761–1840) an und wurde Besitzer des Majorats Centawa-Blottnitz. Seine Nachkommen waren bis 1945 Herren über Blottnitz. Seit Mitte des 19. Jahrhunderts nannte sich die Familie nach polnischer Schreibweise „Posadowsky“.
Nach dem Ende des Zweiten Weltkrieges waren zunächst Soldaten der Roten Armee im Schloss stationiert, danach der polnischen Armee. Letztgenannte fanden im Schloss versteckte Korrespondenzen und Dokumente, die von der Zusammenarbeit des Grafen Posadowski mit den Aufständischen zeugten. In einem Bericht des Landrates von Groß Strehlitz vom 27. August 1945 unter dem Titel „Rok pierwszy w powiecie strzeleckim“ (Das erste Jahr im Landkreis Groß Strehlitz) wird berichtet, dass unter Müll- und Schuttbergen etwa 80 alte deutsche, lateinische, englische und französische Bücher aus dem 17. bis 19. Jahrhundert gefunden wurden. Überdies wurden zahlreiche Malereien geborgen.

## Bauwerk
Der Bau ist ein schlichter Ziegelbau auf rechteckigem Grundriss mit einer Fläche von 1667 m². Der Hauptbau mit dem zentral angeordneten Belvedere ist zweistöckig und mit einem Walmdach gedeckt. Daran grenzen zwei einstöckige Anbauten mit Flachdächern an, auf denen sich Terrassen mit Balustraden befinden.